# ویلات
ویلتس (به فرانسوی: Vaylats) یک کامین در فرانسه است که در Canton of Lalbenque واقع شده‌است.

## خصوصیات
ویلتس ۲۶٫۳۷ کیلومترمربع مساحت و ۲۴۶ نفر جمعیت دارد.